# Guinotinia
Guinotinia is een geslacht van kreeftachtigen uit de klasse van de Malacostraca (hogere kreeftachtigen).

## Soorten
- Guinotinia cordis Richer de Forges & Ng, 2009
- Guinotinia lehouarnoi Richer de Forges & Ng, 2009